# Benjamín Valenzuela Becerra
Benjamín Hernán Valenzuela Becerra (Santiago de Chile, 22 de agosto de 1947) es un exfutbolista chileno y entrenador de fútbol que jugaba como mediocampista. Fue presidente del Sindicato de Futbolistas Profesionales de Chile (SIFUP) desde 1981 hasta 1985.

## Trayectoria
Llegó a los 12 años a las divisiones inferiores de Palestino.  Con los árabes debutó en 1967 y permaneció hasta 1971, sin sumar muchos minutos. En su última temporada en el club sufrió una lesión a la columna que lo marginó de las canchas por todo el año.
En 1972 pasó a Aviación, donde estuvo hasta 1977 y donde logró ser campeón de la Segunda División en 1973. 
Para 1978 pasa a Santiago Morning, en donde jugó hasta 1979.   En 1980 ficha por Coquimbo Unido, para luego jugar en Unión La Calera durante 1981 y 1982. 
Es precisamente durante 1981 que asume como presidente del Sindicato de Futbolistas Profesionales de Chile (SIFUP), participando en la reorganización de la entidad gremial, la cual había estado inactiva desde el comienzo de la dictadura. Su directiva estuvo conformada por Adolfo Nef, Carlos Caszely, Leonardo Véliz y Eduardo Bonvallet. Su presidencia terminó en 1985. 
Durante sus últimos años de carrera jugó en Santiago Wanderers (1982-1983), Deportes Linares (1983) y Deportes Antofagasta (1985), club en el cual finalizó su trayectoria como jugador.

### Post-retiro
Tras retirarse de la actividad en 1985, Valenzuela fue entrenador en diversos clubes. También fue profesor del Instituto Nacional de Fútbol Deporte y Actividad Física (INAF).
Fue director técnico de Thomas Bata, Compañía de Teléfonos, Barnechea y Colchagua. Con Thomas Bata fue campeón de la Cuarta División de Chile en 1988, en su primera temporada como DT. Además, fue ayudante técnico de Hugo Balladares en la Universidad de Concepción.
A nivel formativo, dirigió en Santiago Morning, Universidad Católica, Deportes La Serena y Cobreloa, donde fue jefe técnico de los cadetes y participó en la formación de jugadores como Charles Aránguiz y Alexis Sánchez.     Actualmente se encuentra trabajando en las divisiones inferiores de Coquimbo Unido. 

## Clubes

### Como futbolista
| Club                 | País  | Año       |
| -------------------- | ----- | --------- |
| Palestino            | Chile | 1967-1971 |
| Aviación             | Chile | 1972-1977 |
| Santiago Morning     | Chile | 1978-1979 |
| Coquimbo Unido       | Chile | 1980      |
| Unión La Calera      | Chile | 1981-1982 |
| Santiago Wanderers   | Chile | 1982-1983 |
| Deportes Linares     | Chile | 1983      |
| Deportes Antofagasta | Chile | 1985      |

## Palmarés

### Como jugador

#### Campeonatos nacionales
| Título           | Club     | País  | Año  |
| ---------------- | -------- | ----- | ---- |
| Segunda División | Aviación | Chile | 1973 |

### Como entrenador

#### Campeonatos nacionales
| Título          | Club        | País  | Año  |
| --------------- | ----------- | ----- | ---- |
| Cuarta División | Thomas Bata | Chile | 1988 |